# Reggae nad Wartą
Reggae nad Wartą – festiwal muzyki reggae, organizowany w miejskim Amfiteatrze w Gorzowie Wielkopolskim w latach 1986–1991 oraz ponownie po reaktywacji od roku 2005.

## Historia
Pierwsza edycja festiwalu odbyła się w lipcu 1986 roku. Początkowo jej organizatorami byli głównie poznaniacy (m.in. Krzysztof Wodniczak i Zdzisław Nowak, manager zespołu Gedeon Jerubbaal), gdyż impreza miała być niejako plenerową kontynuacją przeglądu Reggae Is King, który odbywał się właśnie w stolicy Wielkopolski w latach 1984–1986. Pierwotnie zakładano lokalizację festiwalu w Koninie, jednak w związku z faktem, że w zaplanowanym terminie miał się tam odbywać festiwal muzyki dziecięcej, zdecydowano się przenieść imprezę do Gorzowa.
Już pierwsza edycja imprezy okazała się być dużym sukcesem. Dwa dni koncertów obejrzało łącznie kilkanaście tysięcy osób (karnet kosztował 1200 złotych). Na scenie pojawiła się niemal cała ówczesna czołówka polskiego reggae – Gedeon Jerubbaal, Daab, Izrael, R.A.P. oraz Rokosz, a także wiele mniej znanych i dziś już zupełnie zapomnianych formacji, takich jak Niepodległość Trójkątów, Illai, Raja Bess, Rondo, Grass, Katharsis, Zgoda czy Izaak. W Radzie Artystycznej festiwalu zasiedli m.in. tacy znawcy gatunku jak Włodzimierz Kleszcz i Sławomir Gołaszewski. Gwiazdą z zagranicy był pochodzący z Gambii, ale mieszkający w Szwecji Demba Conta wraz ze swoim zespołem The Rub-a-Dub Band.
Zachęceni powodzeniem imprezy organizatorzy postanowili kontynuować ją w kolejnych latach. Nie wszystkie te edycje okazały się równie udane, zawsze jednak przyciągały kilka renomowanych grup i mnóstwo młodych, debiutujących zespołów. Gościnnie wystąpiły na nich także formacje niemające wiele wspólnego ze sceną reggae, jak np. Dżem czy czechosłowacki Ivan Hlas a Nahlas. Ostatnia edycja festiwalu w tej formule odbyła się w roku 1991. W wyniku m.in. afery z podrobionymi biletami (choć Amfiteatr zapełnił się niemal całkowicie, wejściówek sprzedano bardzo mało) finansowy krach ponieśli jego organizatorzy, co uniemożliwiło kontynuację imprezy w latach kolejnych.
W roku 2005 do idei postanowiły wrócić władze miasta Gorzowa. Początkowo postanowiono organizować imprezę w ramach Dni Gorzowa na początku czerwca, zaś od roku 2007 odbywa się ona w lipcu, nadal jednak pozostając pod patronatem Urzędu Miasta Gorzów Wielkopolski.

## Współczesne edycje festiwalu

### 2005
- odbyła się 4 czerwca
- wystąpili: Anteny, Habakuk, I-Bass Soundsystem, Natural Dread Killaz, Natural Mystic Akustycznie, Paprika Korps, Unity Selectazz oraz Vespa

### 2006
- odbyła się 2-3 czerwca
- pierwszego dnia wystąpili: Jamal, Natural Dread Killaz, Skankan, Strachy na Lachy, Vavamuffin oraz Yellow Umbrella (Niemcy)
- drugiego dnia wystąpili: Dubska, Indios Bravos, Jahpan, Sakra, WWS All Sunrises Soundsystem oraz Mikey Dread (Jamajka)

### 2007
- odbyła się 13-14 lipca
- pierwszego dnia wystąpili: Bakshish, Majestic, Culcha Candela (Niemcy) oraz Jah Meek & Marlene Johnson (Niemcy/Jamajka, wspierani przez Tumbao Riddim Band)
- drugiego dnia wystąpili: Gedeon Jerubbaal & Inity Dub Mission, Paraliż Band, Vespa, WWS All Sunrises Soundsystem oraz Tosh Meets Marley (Jamajka)

### 2008
- odbyła się 25-26 lipca
- pierwszego dnia wystąpili: Creska, Dubska (wraz z wokalistą rosyjskiej formacji Jah Division Gerą Moralesem), Gedeon Jerubbaal & Inity Dub Mission, Jafia Namuel, Kultura De Natura oraz Maleo Reggae Rockers
- drugiego dnia wystąpili: Ares & The Tribe, Bob One & Tumbao Riddim Band, Drewno From Las, Etna Kontrabande, Jamal, Managga oraz Wayne McArthur (Wielka Brytania)

### 2009
- odbyła się 11-12 lipca
- pierwszego dnia wystąpili: Creska, Czerwie, Plebania, Village Kollektiv oraz United Flavour (Czechy)
- drugiego dnia wystąpili: Cała Góra Barwinków, Daab, Mate, Masala oraz Stage of Unity

### 2010
- odbyła się 23-24 lipca
- wyjątkowo, z uwagi na remont miejskiego Amfiteatru, miała miejsce w Parku Słowiańskim
- pierwszego dnia wystąpili: Abradab, Dubska, Gutek, Lion Vibrations oraz SmokeDaCrack OFF
- drugiego dnia wystąpić mieli: Jamal, Naaman, Raggafaya oraz Sedativa & Dawid Portasz, jednak koncert został odwołany z powodu wywołanych przez ulewne deszcze zniszczeń (scena znalazła się w opłakanym stanie, zaś niezabezpieczony odpowiednio sprzęt całkowicie zamókł; brak profesjonalizmu w organizacji festiwalu dyrekcja tłumaczyła drastycznym obcięciem przez miasto funduszy przeznaczonych na zorganizowanie imprezy)[2]

### 2011
- 30 lipca, dzień po uroczystym otwarciu wyremontowanego Amfiteatru, odbyła się wieczorna impreza pt. "Reggae Intro '360", podczas której zagrały zespoły Enchantia, Indios Bravos oraz Sedativa & Dawid Portasz[3]
- w czasie koncertu kilkukrotnie padła zapowiedź reaktywacji festiwalu w roku 2012[4]

### 2012
- odbyła się 27-28 lipca
- pierwszego dnia wystąpili: Bongostan, Fat Burning Step, Ferendżi, Jafia Namuel oraz Obidaya (Francja)
- drugiego dnia wystąpili: Abradab, Las Melinas, Mesajah & Natural Dread Killaz, Natural Mystic Akustycznie, Pangea oraz Zebra

### 2013
- odbyła się 26-27 lipca
- pierwszego dnia wystąpili: Bakshish, Foliba & Buba Kuyateh, Kamil Bednarek oraz Root Wise
- drugiego dnia wystąpili: Daab, Freakin Rudeboys, Mixtura oraz Tallib